# 鮑里索夫區
鮑里索夫區（羅馬化：Borisovskiy rayon）是白俄羅斯中部明斯克州的一個區，行政中心为鲍里索夫，面積2,987.63平方公里，2009年人口188,142，人口密度每平方公里62.98人。